# Иган (город, Миннесота)
Иган (англ. Eagan) — город в округе Дакота, штат Миннесота, США. На площади 86,6 км² (83,7 км² — суша, 2,9 км² — вода), согласно переписи 2007 года, проживают 63 751 человек. Плотность населения составляет 759,3 чел/км². В 2010 году население города составило 64 206 жителей, что сделало его 11-м в штате по этому показателю, и шестым в агломерации Миннеаполис — Сент-Пол, для которой фактичски является спальным районом. 
Первыми европейскими поселенцами на территории были ирландские крестьяне, которые превратили город в «Луковую столицу Соединённых Штатов». Наибольший прирост населения пришёлся на 1980-е годы, когда велись реконструкция и расширение шоссе штата № 77 со строительством шестиполосного моста через реку Миннесоту и завершалось строительства автомагистрали № 35E. Региональное значение города выросло, когда в нём расположились штаб-квартиры авиакомпаний Northwest Airlines (в настоящее время — Delta Air Lines) и Thomson West (в настоящее время — Thomson Reuters).